# Liste des routes nationales de la Turquie
Cet article liste les routes nationales de Turquie.

## Numérotation des routes
- D0XX, D1XX, D2XX, D3XX, D4XX : routes ouest-est (numérotées du nord au sud)
- D5XX, D6XX, D7XX, D8XX, D9XX : routes nord-sud (numérotées d'ouest en est)

## Routes orientées ouest-est
| Signe  | Itinéraire |
| ------ | --- |
|        | Karasu - Akçakoca - Zonguldak - Bartın - İnebolu - Sinop - Samsun - Altınordu - Giresun - Trabzon - Rize - Artvin - Ardahan - Arpaçay                                                                    |
| D. 014 | Kaynarca - Karasu |
| D. 016 | Ümraniye - Çekmeköy |
| D. 020 | Edirne - Kırklareli - Saray - İstanbul - Şile - Sakarya (Adapazarı) |
| D. 030 | Gökçebey - Karabük - Kastamonu - Boyabat - Havza - Taşova |
| D. 040 | Şebinkarahisar - Kelkit |
| D. 050 | Gümüşhane - Bayburt - İspir - Yusufeli |
| D. 052 | Köse - Bayburt |
| D. 060 | İşhan - Olur - Göle - Akyaka - Arménie |
| D. 062 | Tortum - Oltu |
| D. 070 | Kars - Tuzluca |
| D. 080 | Horasan - Kağızman - Iğdır - Azerbaidjan |
|        | Bulgarie sınırı - Edirne - Lüleburgaz - Çorlu - İstanbul - Kocaeli (İzmit) - Sakarya (Adapazarı) - Düzce - Bolu - Ilgaz - Tosya - Osmancık - Amasya - Erbaa - Suşehri - Erzincan - Erzurum - Ağrı - Iran |
| D. 110 | Grèce - Keşan - Tekirdağ - Silivri |
| D. 120 | Kavakköy - Şarköy |
| D. 130 | Karamürsel - Kocaeli (İzmit) |
|        | Akyazı - Mudurnu - Ankara - Kalecik |
| D. 150 | Orhangazi - İznik - Geyve - Taraklı |
| D. 160 | Bursa - Bilecik - Bolu |
| D. 170 | Göynük - Nallıhan |
| D. 180 | Çankırı - Çorum - Amasya - Tokat |
| D. 190 | Delice - Sungurlu - Turhal |
|        | Çanakkale - Bandırma - Bursa - Bozüyük - Eskişehir - Polatlı - Ankara - Kırıkkale - Yozgat - Sivas - Refahiye                                                                                            |
| D. 210 | Çanakkale - Çan |
| D. 230 | Edremit - Balıkesir - Harmancık - Kütahya - Eskişehir |
| D. 240 | Bergama - Akhisar // Sındırgı - Kütahya |
| D. 250 | Menemen - Manisa - Turgutlu |
| D. 260 | Afyonkarahisar - Sivrihisar - Polatlı - Gölbaşı - Kırşehir - Kayseri - Şarkışla - Kangal - Arapgir - Elazığ                                                                                              |
| D. 270 | Karayazı - Tutak |
| D. 280 | Bulanık - Malazgirt - Patnos - Erciş - Muradiye |
| D. 290 | Adilcevaz - Erciş |
|        | Tchesmé - İzmir - Salihli - Uşak - Afyonkarahisar - Konya - Aksaray - Nevşehir - Kayseri - Gürün - Malatya - Elazığ - Bingöl - Muş - Tatvan - Van - Iran                                                 |
| D. 302 | Nevşehir - Ürgüp |
| D. 310 | Torbalı - Ödemiş - Alaşehir |
| D. 320 | Aydın - Denizli - Dinar - Yalvaç |
| D. 330 | Bodrum - Muğla - Serinhisar - Burdur - Isparta - Beyşehir - Konya - Ereğli - Niğde // Göksun - Elbistan - Kürecik                                                                                        |
| D. 340 | Seydişehir - Ermenek - Mut |
| D. 350 | Seydikemer - Korkuteli - Antalya // Bozkır - Karaman - Ereğli |
| D. 360 | Türkoğlu - Adıyaman - Siverek - Diyarbakır - Baykan |
| D. 370 | Diyarbakır - Batman - Siirt - Şırnak |
| D. 378 | Midyat çevre yolu |
| D. 380 | Mardin - Cizre |
| D. 390 | Bozova - Hilvan |
|        | Datça - Fethiye - Antalya - Mersin- Adana - Osmaniye - Gaziantep - Şanlıurfa - Nusaybin - Şırnak - Hakkâri - Iran                                                                                        |
| D. 410 | Hassa - Kilis |
| D. 412 | Dörtyol - Hassa |
| D. 420 | Samandağ - Antakya - Reyhanlı |
| D. 430 | Cizre - Silopi - Irak |

## Routes orientées Nord-Sud
| Signe  | Itinéraire |
| ------ | --- |
| D. 505 | Karaburun - Urla |
| D. 515 | Selçuk - Kuşadası - Söke                                                                                             |
| D. 525 | Ortaklar - Söke - Milas                                                                                              |
| D. 535 | Bulgarie - Lalapaşa - Edirne                                                                                         |
| D. 550 | Havsa - Keşan - Eceabat - Çanakkale - Edremit - Bergama - İzmir - Aydın - Muğla - Ula                                |
| D. 555 | Bulgarie - Kırklareli - Tekirdağ - Malkara - Şarköy // Biga - Balıkesir - Sındırgı // Akhisar - Salihli // Dalaman   |
| D. 565 | İğneada - Lüleburgaz - Tekirdağ // Bandırma - Balıkesir - Akhisar - Manisa - İzmir                                   |
| D. 567 | Saray - Silivri |
| D. 569 | Çatalca - Büyükçekmece                                                                                               |
| D. 573 | Karacabey - Mustafakemalpaşa - Susurluk                                                                              |
| D. 575 | Karamürsel - Yalova - Orhangazi - Bursa - Uludağ                                                                     |
| D. 585 | Demirci - Salihli - Sarayköy - Kuyucak - Tavas - Denizli - Çavdır                                                    |
| D. 587 | Aéroport de Yenişehir                                                                                                |
| D. 595 | Karamürsel - İnegöl - Tavşanlı - Simav - Uşak - Honaz                                                                |
| D. 605 | Kefken - Kandıra - Kocaeli (İzmit)                                                                                   |
| D. 615 | Altıntaş - Dumlupınar                                                                                                |
| D. 625 | Çivril - Dinar - Keçiborlu                                                                                           |
| D. 635 | Kızılkaya - Korkuteli - Finike                                                                                       |
|        | Karasu - Sakarya (Adapazarı) - Bilecik - Kütahya - Afyonkarahisar - Keçiborlu - Burdur - Antalya                     |
| D. 655 | Akçakoca - Düzce // Mudurnu - Nallıhan                                                                               |
| D. 665 | Eskişehir - Afyonkarahisar                                                                                           |
|        | Mahmudiye - Emirdağ - Çay                                                                                            |
| D. 685 | Gönen - Isparta - Antalya                                                                                            |
| D. 687 | Beyşehir - Derebucak - Taşağıl                                                                                       |
| D. 695 | Polatlı - Akşehir - Beyşehir - Manavgat                                                                              |
| D. 696 | Seydişehir - Konya                                                                                                   |
| D. 705 | Çumra - Hadım |
| D. 715 | Kulu - Konya - Karaman - Silifke                                                                                     |
| D. 750 | Zonguldak - Gerede - Ankara - Aksaray - Ulukışla - Pozantı - Tarsus                                                  |
| D. 753 | Kırıkkale - Kulu |
| D. 755 | Bartın - Karabük - Eskipazar                                                                                         |
| D. 757 | Kırşehir - Aksaray                                                                                                   |
| D. 759 | Cide - Seydiler |
| D. 765 | İnebolu - Kastamonu - Çankırı - Kalecik - Kırıkkale - Kırşehir - Nevşehir - Niğde                                    |
| D. 775 | Kastamonu - Tosya - İskilip                                                                                          |
| D. 785 | Sinop - Boyabat - Kargı - Osmancık - Çorum - Sungurlu // Yerköy - Kırşehir                                           |
| D. 795 | Samsun - Merzifon - Çorum - Yozgat                                                                                   |
| D. 805 | Çekerek - Sorgun - Kayseri - Niğde - Ulukışla                                                                        |
| D. 815 | Pınarbaşı - Kozan - Adana - Karataş                                                                                  |
| D. 817 | Kozan - Ceyhan - Yumurtalık                                                                                          |
| D. 825 | Yeşilkent - Kahramanmaraş - İslahiye - Kırıkhan - Antakya - Yayladağı - Syrie                                        |
| D. 827 | Kırıkhan - Reyhanlı - Syrie                                                                                          |
| D. 835 | Kahramanmaraş - Gaziantep                                                                                            |
|        | Ünye - Tokat - Sivas - Gürün - Malatya - Gölbaşı - Gaziantep - Kilis - Syrie                                         |
| D. 851 | Mumcuçiftliği - Şarkışla - Pınarbaşı                                                                                 |
| D. 855 | Altınordu - Koyulhisar                                                                                               |
| D. 865 | Giresun - Şebinkarahisar - Zara                                                                                      |
| D. 875 | Keban - Yazıhan - Malatya // Adıyaman - Şanlıurfa                                                                    |
| D. 877 | Tirebolu - Torul // Refahiye - Arapgir                                                                               |
| D. 883 | Kırıklı - Kelkit // Suruç - Syrie                                                                                    |
| D. 885 | Trabzon - Gümüşhane - Erzincan - Tunceli - Kovancılar - Elazığ - Diyarbakır - Siverek - Şanlıurfa - Akçakale - Syrie |
| D. 887 | Aéroport d'Erzincan (tr)                                                                                             |
| D. 905 | Viranşehir - Ceylanpınar - Syrie                                                                                     |
| D. 915 | Of - Bayburt - Aşkale                                                                                                |
| D. 925 | İyidere - İspir - Erzurum                                                                                            |
| D. 950 | Artvin - Erzurum - Bingöl - Diyarbakır - Mardin - Kızıltepe - Syrie                                                  |
| D. 955 | Arménie - Posof - Ardahan - Göle - Oltu - Köprüköy - Muş // Yeniçağlar - Batman - Midyat - Mardin - Alakuş           |
| D. 957 | Kars - Sarıkamış |
| D. 959 | Bulanık - Hasköy |
| D. 965 | Ardahan - Kars - Kağızman - Ağrı - Patnos - Bitlis - Baykan - Siirt                                                  |
| D. 975 | Iğdır - Doğubayazıt - Van - Bağışlı                                                                                  |
| D. 977 | Arménie - Karakoyunlu                                                                                                |

## Voir  aussi